# Athlétisme aux Jeux paralympiques d'été de 2016
Navigation
Londres 2012 Tokyo 2020
Les épreuves d'athlétisme aux Jeux paralympiques d'été de 2016 ont eu lieu dans le Stade Nilton-Santos à Rio de Janeiro, au Brésil du 8 au 18 septembre 2016. 177 épreuves ont eu lieu pour les deux sexes, et 1 100 athlètes ont participé.

## Classification et événements
Les athlètes sont classés selon le type et l'étendue de leur handicap. Le système de classification permet aux athlètes de concourir avec des athlètes présentant des handicaps similaires.
- 11-13 : Aveugle (11) et malvoyants (12, 13)
- 20 : Athlètes ayant une déficience intellectuelle
- 31-38 : Athlètes atteints de paralysie cérébrale; 31-34 pour les athlètes en fauteuil roulant, 35-38 pour ceux qui sont debout
- 40-41 : Autres (y compris les personnes atteintes de nanisme)
- 42-47 : Amputés
- 51 à 58 : Athlètes ayant un handicap de la moelle épinière

Les numéros de classe ont reçu des préfixes de "T" et "F" pour les épreuves de piste et de champ (track and field en anglais), respectivement, mis à part les saut en hauteur et saut en longueur, classés "T".

## Tableau des médailles

### Femmes

#### 100m
| Classe                       | Or                       | Argent                    | Bronze                         |
| 100 m T11                    | Libby Clegg (GBR)        | Zhou Guohua (CHN)         | Liu Cuiqing (CHN)              |
| 100 m T12                    | Omara Durand (CUB)       | Olena Chebanu (AZE)       | Katrin Mueller-Rottgardt (GER) |
| 100 m T13                    | Leilia Adzhametova (UKR) | Ilse Hayes (RSA)          | Kym Crosby (USA)               |
| 100 m T34 (incl. T33)        | Hannah Cockroft (GBR)    | Karé Adenegan (GBR)       | Alexa Halko (USA)              |
| 100 m T35                    | Zhou Xia (CHN)           | Isis Holt (AUS)           | Maria Lyle (GBR)               |
| 100 m T36                    | Yanina Martinez (ARG)    | Claudia Nicoleitzik (GER) | Marta Hernández Florian (COL)  |
| 100 m T37                    | Georgina Hermitage (GBR) | Mandy François-Elie (FRA) | Yescarly Medina (VEN)          |
| 100 m T38                    | Sophie Hahn (GBR)        | Verônica Hipólito (BRA)   | Kadeena Cox (GBR)              |
| 100 m T42 (incl. T41)        | Martina Caironi (ITA)    | Vanessa Low (GER)         | Monica Contrafatto (ITA)       |
| 100 m T44 (incl. T43)        | Marlou van Rhijn (NED)   | Irmgard Bensusan (GER)    | Nyoshia Cain (TRI)             |
| 100 m T47 (incl. T45 et T46) | Deja Young (USA)         | Alicja Fiodorow (POL)     | Teresinha Correia (BRA)        |
| 100 m T52 (incl. T51)        | Michelle Stilwell (CAN)  | Kerry Morgan (USA)        | Marieke Vervoort (BEL)         |
| 100 m T53                    | Huang Lisha (CHN)        | Zhou Hongzhuan (CHN)      | Angie Ballard (AUS)            |
| 100 m T54                    | Liu Wenjun (CHN)         | Tatyana McFadden (USA)    | Li Yingjie (CHN)               |

#### 200m
| Classe    | Or                     | Argent                 | Bronze                    |
| 200 m T11 | Libby Clegg (GBR)      | Liu Cuiqing (CHN)      | Zhou Guohua (CHN)         |
| 200 m T12 | Omara Durand (CUB)     | Oksana Boturchuk (UKR) | Olena Chebanu (AZE)       |
| 200 m T35 | Zhou Xia (CHN)         | Isis Holt (AUS)        | Maria Lyle (GBR)          |
| 200 m T36 | Shi Yiting (CHN)       | Jeon Min-jae (KOR)     | Claudia Nicoleitzik (GER) |
| 200 m T44 | Marlou van Rhijn (NED) | Irmgard Bensusan (GER) | Marie-Amélie Le Fur (FRA) |
| 200 m T47 | Deja Young (USA)       | Alicja Fiodorow (POL)  | Li Lu (CHN)               |

#### 400m
| Classe    | Or                        | Argent                    | Bronze                      |
| 400 m T11 | Liu Cuiqing (CHN)         | Sol Rojas (VEN)           | Terezinha Guilhermina (BRA) |
| 400 m T12 | Omara Durand (CUB)        | Oksana Boturchuk (UKR)    | Edmilsa Governo (MOZ)       |
| 400 m T13 | Nantenin Keita (FRA)      | Ilse Hayes (RSA)          | Leilia Adzhametova (UKR)    |
| 400 m T20 | Breanna Clark (USA)       | Natalia Iezlovetska (UKR) | Barbara Niewiedzial (POL)   |
| 400 m T34 | Hannah Cockroft (GBR)     | Alexa Halko (USA)         | Karé Adenegan (GBR)         |
| 400 m T37 | Georgina Hermitage (GBR)  | Wen Xiaoyan (CHN)         | Neda Bahi (GER)             |
| 400 m T38 | Kadeena Cox (GBR)         | Chen Junfei (CHN)         | Verônica Hipólito (BRA)     |
| 400 m T44 | Marie-Amélie Le Fur (FRA) | Irmgard Bensusan (GER)    | Grace Norman (USA)          |
| 400 m T47 | Li Lu (CHN)               | Anrune Liebenberg (RSA)   | Sae Tsuji (JPN)             |
| 400 m T52 | Michelle Stilwell (CAN)   | Marieke Vervoort (BEL)    | Kerry Morgan (USA)          |
| 400 m T53 | Zhou Hongzhuan (CHN)      | Chelsea McClammer (USA)   | Angie Ballard (AUS)         |
| 400 m T54 | Tatyana McFadden (USA)    | Cheri Madsen (USA)        | Zou Lihong (CHN)            |

#### 800m
| Classe    | Or                     | Argent                   | Bronze              |
| 800 m T34 | Hannah Cockroft (GBR)  | Alexa Halko (USA)        | Karé Adenegan (GBR) |
| 800 m T53 | Zhou Hongzhuan (CHN)   | Madison de Rozario (AUS) | Shirley Riley (USA) |
| 800 m T54 | Tatyana McFadden (USA) | Liu Wenjun (CHN)         | Li Yingjie (CHN)    |

#### 1 500m
| Classe      | Or                        | Argent                      | Bronze                        |
| 1 500 m T11 | Zheng Jin (CHN)           | Nancy Chelangat Koech (KEN) | Maritza Arango Buitrago (COL) |
| 1 500 m T13 | Somaya Bousaïd (TUN)      | Najah Chouaya (TUN)         | Izaskun Oses Ayucar (ESP)     |
| 1 500 m T20 | Barbara Niewiedział (POL) | Ilona Biacsi (HUN)          | Lyudmila Danilina (UKR)       |
| 1 500 m T54 | Tatyana McFadden (USA)    | Amanda McGrory (USA)        | Chelsea McClammer (USA)       |

#### 5 000m
| Classe      | Or                     | Argent                  | Bronze               |
| 5 000 m T54 | Tatyana McFadden (USA) | Chelsea McClammer (USA) | Amanda McGrory (USA) |

#### Marathon
| Classe       | Or                           | Argent                  | Bronze                              |
| Marathon T12 | Elena Congost Mohedano (ESP) | Misato Michishita (JPN) | Edneusa de Jesus Santos Dorta (BRA) |
| Marathon T54 | Zou Lihong (CHN)             | Tatyana McFadden (USA)  | Amanda McGrory (USA)                |

#### Saut en longueur
| Classe               | Or                               | Argent                    | Bronze                           |
| Saut en longueur F11 | Silvânia Costa de Oliveira (BRA) | Fatimata Diasso (CIV)     | Lorena Salvatini Spoladore (BRA) |
| Saut en longueur F12 | Oksana Zubkovska (UKR)           | Olena Chebanu (AZE)       | Lynda Hamri (ALG)                |
| Saut en longueur F20 | Mikela Ristoski (CRO)            | Karolina Kucharczyk (POL) | Siti Noor Radiah Ismail (MAS)    |
| Saut en longueur F37 | Wen Xiaoyan (CHN)                | Franziska Liebhardt (GER) | Jodi Elkington-Jones (AUS)       |
| Saut en longueur F38 | Chen Junfei (CHN)                | Taylor Doyle (AUS)        | Anna Trener-Wierciak (POL)       |
| Saut en longueur F42 | Vanessa Low (GER)                | Martina Caironi (ITA)     | Malu Perez Iser (CUB)            |
| Saut en longueur F44 | Marie-Amélie Le Fur (FRA)        | Stefanie Reid (GBR)       | Marlene van Gansewinkel (NED)    |
| Saut en longueur F47 | Anna Grimaldi (AUS)              | Yunidis Castillo (CUB)    | Carlee Beattie (AUS)             |

#### Lancer de massue
| Classe               | Or                   | Argent             | Bronze                |
| Lancer de massue F32 | Maroua Brahmi (TUN)  | Mounia Gasmi (ALG) | Gemma Prescott (GBR)  |
| Lancer de massue F51 | Jo Butterfield (GBR) | Zoia Ovsii (UKR)   | Cassie Mitchell (USA) |

#### Lancer du disque
| Classe                  | Or                     | Argent                     | Bronze                            |
| Lancer du disque F11    | Zhang Liangmin (CHN)   | Hongxia Tang (CHN)         | Izabela Campos (BRA)              |
| Lancer du disque F38    | Mi Na (CHN)            | Shirlene Coelho (BRA)      | Noelle Lenihan (IRL)              |
| Lancer du disque F41    | Raoua Tlili (TUN)      | Niamh McCarthy (IRL)       | Fathia Amaimia (TUN)              |
| Lancer du disque F44    | Yao Juan (CHN)         | Yue Yang (CHN)             | Noraivis de la Heras Chibas (CUB) |
| Lancer du disque F52    | Rachael Morrison (USA) | Cassie Mitchell (USA)      | Zoia Ovsii (UKR)                  |
| Lancer du disque F55    | Dong Feixia (CHN)      | Marianne Buggenhagen (GER) | Diāna Dadzīte (LAT)               |
| Lancer du disque F57–58 | Nassima Saifi (ALG)    | Orla Barry (IRL)           | Eucharia Njideka Iyiazi (NGR)     |

#### Lancer du javelot
| Classe                | Or                        | Argent                   | Bronze                  |
| Lancer du javelot F13 | Nozimakhon Kayumova (UZB) | Irada Aliyeva (AZE)      | Natalija Eder (AUT)     |
| Lancer du javelot F34 | Zou Lijuan (CHN)          | Marjaana Heikkinen (FIN) | Frances Hermann (GER)   |
| Lancer du javelot F37 | Shirlene Coelho (BRA)     | Mi Na (CHN)              | Jia Qianqian (CHN)      |
| Lancer du javelot F46 | Hollie Arnold (GBR)       | Holly Robinson (NZL)     | Katarzyna Piekart (POL) |
| Lancer du javelot F54 | Flora Ugwunwa (NGR)       | Hania Aidi (TUN)         | Ntombizanele Situ (RSA) |
| Lancer du javelot F56 | Diāna Dadzīte (LAT)       | Martina Willing (GER)    | Nadia Medjmedj (ALG)    |

#### Lancer du poids
| Classe              | Or                               | Argent                  | Bronze                          |
| Lancer du poids F12 | Assunta Legnante (ITA)           | Safiya Burkhanova (UZB) | Rebeca Valenzuela Alvarez (MEX) |
| Lancer du poids F20 | Ewa Durska (POL)                 | Anastasiia Mysnyk (UKR) | Sabrina Fortune (GBR)           |
| Lancer du poids F32 | Maroua Brahmi (TUN)              | Noura Alktebi (UAE)     | Louise Ellery (AUS)             |
| Lancer du poids F33 | Asmahan Boudjadar (ALG)          | Sara Hamdi Masoud (QAT) | Sara Alsenaani (UAE)            |
| Lancer du poids F34 | Zou Lijuan (CHN)                 | Lucyna Kornobys (POL)   | Jessica Hamill (NZL)            |
| Lancer du poids F35 | Wang Jun (CHN)                   | Mariia Pomazan (UKR)    | Marivana Oliveira (BRA)         |
| Lancer du poids F36 | Birgit Kober (GER)               | Wu Qing (CHN)           | Kath Proudfoot (AUS)            |
| Lancer du poids F37 | Franziska Liebhardt (GER)        | Mi Na (CHN)             | Eva Berná (CZE)                 |
| Lancer du poids F40 | Lauritta Onye (NGR)              | Rima Abdelli (TUN)      | Lara Baars (NED)                |
| Lancer du poids F41 | Raoua Tlili (TUN)                | Samar Ben Koelleb (TUN) | Claire Keefer (AUS)             |
| Lancer du poids F53 | Fatema Nedham (BRN)              | Deepa Malik (IND)       | Dimitra Korokida (GRE)          |
| Lancer du poids F54 | Yang Liwan (CHN)                 | Hania Aidi (TUN)        | Fadhila Nafati (TUN)            |
| Lancer du poids F57 | María de los Ángeles Ortiz (MEX) | Nassima Saifi (ALG)     | Nadia Medjemedj (ALG)           |